# Kulon-Pazeh
Kulon-Pazeh, ook Kulun, is een Paiwanische taal die net zoals de andere Paiwanische - en ook Formosaanse talen uitsluitend op Taiwan wordt gesproken. De taal wordt, of beter werd, gesproken aan de westkust, ten oosten van het Atayal-taalgebied, rond Cholan, Houli, Fengyuan, Tantzu, Táijhong en Tungshih. De taal is ontstaan door samensmelting van het Kulon en het Pazeh.
Het Kulon-Pazeh wordt geschreven door middel van het Latijns alfabet. Er bestaat een grammatica en een woordenboek. De taal is zo goed als uitgestorven, de leeftijd van de jongste sprekers is anno 2005 dan ook meer dan 60 jaar oud. Toch zijn er nog mensen, waaronder Pazeh-leider Lai Guan-yi, die ervoor pleiten dat het Kulon-Pazeh of liever nog Pazeh nog op school wordt onderwezen.

## Classificatie
- Austronesische talen (1268)
  - Formosaanse talen (2)
    - Paiwanische talen (2)
      - Kulon-Pazeh

## Verspreiding van de sprekers
- Taiwan: 1; 19e en voorlaatste plaats, 20e en voorlaatste plaats volgens totaal aantal sprekers

Ailan · Kahabu · Pazeh
Paiwanische talen
Kulon-Pazeh · Papora-Hoanya